# Deer Creek (ruisseau)
Pour les articles homonymes, voir Deer Creek.
Harman Creek est un ruisseau du comté de Saint-Louis dans l'État américain du Missouri. C'est un affluent de la rivière Des Pères.
Le ruisseau s'écoule vers le sud-est jusqu'à sa confluence avec la rivière Des Pères, juste dans les limites de la ville de Saint-Louis.
Deer Creek doit son nom à la présence de cerfs dans la région.
Il a notamment pour affluent le Wildflower Creek.